# John R. Pierce
John Robinson Pierce (Des Moines (Iowa), 27 maart 1910 – Sunnyvale (Californië), 2 april 2002) was een Amerikaans elektrotechnicus en auteur. Zijn werkgebieden waren radiocommunicatie, microgolftechnologie, computermuziek en psychoakoestiek. Onder zijn leiderschap werd de eerste communicatiesatelliet ontwikkeld, de Telstar.

## Biografie
Pierce, geboren als enig kind van John Starr Pierce en Harriet Ann Pierce, bezocht de California Institute of Technology (Caltech) waar hij elektrotechniek studeerde. In 1933 behaalde hij zijn bachelorgraad, in 1934 zijn master en in 1936 zijn doctoraat. Nog datzelfde jaar werd hij aangenomen bij Bell Telephone Laboratories in Murray Hill (New Jersey), waar hij diverse posities vervulde. Na zijn pensionering in 1971 was hij professor techniek aan Caltech en van 1979 tot 1982 was hij parttime hoofd technologie bij het Jet Propulsion Laboratory. Vanaf 1983 had hij een positie als gasthoogleraar aan de Stanford-universiteit.

## Werk
Pierce vroegste werk bij Bell Labs betrof vacuümbuizen. Tijdens een bezoek in 1944 aan Engeland ontdekte hij in een Brits radarlaboratorium het werk van Rudolf Kompfner. Deze had de lopendegolfbuis (traveling wave tube) uitgevonden, een type elektronenbuis die gebruikt wordt voor het produceren van radio- of radargolven met een hoog vermogen. In 1951 kwam Kompfner in dienst van Bell Labs om gezamenlijk de lopende-golfbuis ten behoeve van microgolfapparatuur te verbeteren.
Samen met zijn Bell Labs collega's Barney Oliver en Claude Shannon ontwikkelde hij de theorie omtrent pulscodemodulatie (PCM), een theorie die het begin markeerde van analoge media naar digitaal. Verder begeleidde hij het Bell Labs-team dat de eerste transistor construeerde. Op verzoek van een van de teamleden, Walter Brattain, kwam hij met de term "transistor"; in zijn woorden:
De wijze waarop ik de naam bepaalde, was om na te denken over wat de component deed. En in die tijd was de veronderstelling dat die tweeledig was aan de vacuümbuis. De vacuümbuis had transconductantie, zodat de transistor "transresistantie" had. En de naam moest passen tussen de namen van andere componenten, zoals varistor en thermistor. En… ik stelde de naam "transistor" voor.— — John R. Pierce, interview voor PBS show "Transistorized"
Een ander belangrijk werkgebied van Pierce lag op het gebied van de commerciële communicatie. Als uitvoerend directeur van Bells Research-Communications Principles Division had hij de leiding over de ontwikkeling van de eerste commerciële communicatiesatelliet, de Telstar 1. Hoewel Arthur C. Clarke de eerste was die met het voorstel kwam van geostationaire communicatie satellieten, kwam Pierce onafhankelijk op hetzelfde idee maar dan met onbemande satellieten.

## Computermuziek
Het was bij Bell Labs dat Pierce eind jaren 1950 sterk geïnteresseerd raakte in akoestiek, spraak gehoor en elektronische muziek. In 1983 kwam hij terecht op de Stanford universiteit op de faculteit van Center for Computer Research in Music and Acoustics (CCRMA). Hierbij kreeg hij de ongewone titel van gasthoogleraar voor muziek, emeritus. (Samen met John Chowning en Max Mathews). Bij Stanford CCRMA werkte Pierce op het gebied van psychoakoestiek – de wetenschap over hoe mensen geluid beleven – alsmede computermuziek.

## Persoonlijk
Naast zijn technische boeken en wetenschappelijke verhandelingen schreef Pierce verhalen over sciencefiction onder de pseudoniem J. J. Coupling. Zijn eerste korte verhaal verscheen in maart 1930 in een nummer van "Science Wonder Stories".
Pierce was driemaal getrouwd. Zijn eerste huwelijk met Martha Peacock, moeder van zijn twee kinderen – zoon en SF-schrijver John Jeremy Pierce en dochter Elizabeth Anne Pierce, eindigde in 1964 in een scheiding. Zijn tweede huwelijk in 1964 was met Ellen Richter Known, die in 1986 overleed. Brenda Katherine Woodard, die hij in 1987 huwde, overleefde hem.

## Erkenning
Naast de vele eredoctoraten die hij in ontvangst mocht nemen werd Pierce in 1960 onderscheiden met de Stuart Ballantine Medal van het Franklin Institute. In 1963 ontving hij de IEEE Edison Medal voor "zijn pionierswerk en leiderschap in satellietcommunicatie en voor het stimuleren en zijn bijdragen in de elektronenoptiek, de lopendegolfbuistheorie en ruisbeheersing in elektronenstromen".
In 1975 ontving hij de hoogste IEEE onderscheiding, de IEEE Medal of Honor voor "zijn pioniersrol in concrete voorstellen en de realisatie van satellietcommunicatie experimenten en voor zijn bijdragen in theorie en ontwerp van lopendegolfbuizen en in elektronenbundeloptiek die essentieel waren voor diens succes". In 1985 was hij een van de twee winnaars van de Japanprijs "voor uitmuntende prestaties op het gebied van elektronica en communicatietechnologieën". In 2003 werd hij postuum opgenomen in de National Inventors Hall of Fame.
- Bibsys: 90083399
- Biblioteca Nacional de España: XX840971
- Bibliothèque nationale de France: cb12548134n (data)
- CiNii: DA00238895
- DBLP: 42/3290
- Gemeinsame Normdatei: 120983257
- International Standard Name Identifier: 0000 0001 1470 2765
- Library of Congress Control Number: n50011070
- Nationale Bibliotheek van Letland: 000060435
- MusicBrainz: 10d68084-9a3f-455c-89f3-deda79560072
- National Archives and Records Administration: 10581419
- Bibliotheek van het Japanse parlement: 00452794
- Nationale Bibliotheek van Tsjechië: xx0177244
- Nationale bibliotheek van Australië: 35422674
- Nationale Bibliotheek van Israël: 987007293361805171
- Nationale en Universitaire bibliotheek Zagreb: 000045677
- Nederlandse Thesaurus van Auteursnamen: 069398895
- Réseau des bibliothèques de Suisse occidentale: 02-A003693251
- LIBRIS: 169062
- SNAC: w6db83c6
- Système universitaire de documentation: 034761039
- Trove: 947181
- Virtual International Authority File: 32111402
- WorldCat: E39PBJfx7PYPhqkmWFcHjbtMyd